# Paul Letondal
Paul Letondal, né Paul-Adonis Letondal, le 25 janvier 1831 à Montbenoît et mort le 24 juillet 1894 à Cacouna, est un pianiste, organiste, violoncelliste, compositeur et professeur de musique québécois d'origine française.

## Biographie
Paul Letondal était atteint de cécité dès son enfance et devint progressivement aveugle. Il reçut sa formation à l'Institut des jeunes aveugles de Paris où il étudia l'orgue, la composition, la violoncelle et le piano. À cet institut, la toute nouvelle méthode braille était utilisée[réf. nécessaire]. Il travailla le piano avec l'un de ses disciples Kalkbrenner.
Letondal arriva à Montréal en 1852. Les Jésuites lui proposèrent de devenir professeur de musique au collège Sainte-Marie et, plus tard, organiste à l'église du Gesù jusqu'en 1869. Il eut pour élèves Édouard Clarke, Euphémie Coderre, Dominique Ducharme, Gustave Gagnon, Calixa Lavallée, Clarence Lucas, Salomon Mazurette, Charles-Marie Panneton et Joseph Saucier.
Il fut membre fondateur de l'Académie de musique du Québec, et vraisemblablement le premier musicien aveugle à se fixer au Canada; il a eu un rôle important dans le développement de la musique classique à Montréal au XIXe siècle.
En parallèle à sa carrière musicale, Paul Letondal participa à la fondation de la Revue Canadienne.
Il est mort le 24 juillet 1894 à Cacouna. Ses funérailles ont lieu à sa résidence à Montréal le 27 juillet 1894.
Paul Letondal est le père du musicien Arthur Letondal et le grand-père d'Henri Letondal (comédien de théâtre).